# Kirk Hammett
Kirk Lee Hammett (San Francisco, 18 de noviembre de 1962) es un músico estadounidense, conocido principalmente por ser el guitarrista de la banda de thrash metal Metallica. 
Está considerado como el noveno mejor guitarrista del momento según la revista Total Guitar y número 11 según una lista de la revista Rolling Stone seleccionada en 2003 por David Fricke, colaborador de la misma. Kirk es uno de los discípulos más conocidos del legendario guitarrista y maestro Joe Satriani. En 2011 la revista Rolling Stone elaboró una nueva lista basándose en las votaciones de reconocidos guitarristas, entre los que se encontraba el propio Kirk Hammett.

## Biografía
Kirk Hammett nació en la ciudad de San Francisco y se crio en la comunidad El Sobrante. Hammett es de ascendencia filipina por parte materna e irlandesa-estadounidense por parte paterna. Desde muy joven mostró un gran interés en la música ya que empezó a tocar la guitarra desde que tenía aproximadamente trece o catorce años. Y en la gran colección de discos de hard rock de su hermano Rick, incluyendo material de: Jimi Hendrix (Hammett a veces interpreta partes de algunas canciones de Hendrix durante sus solos), entre otros.
Comenzó a tocar a los quince años y su primera guitarra fue una Montgomery Ward. Después de tener su primera Stratocaster en 1978, Hammett intentó personalizar su sonido con partes de varios tipos de guitarras.
Los intereses musicales de Hammett lo condujeron al género conocido como thrash metal. En 1979 formó el grupo Exodus, con el vocalista Paul Baloff, el guitarrista Gary Holt y el baterista Tom Hunting. Exodus fue crucial en el movimiento del thrash metal en California durante la década de 1980.
En 1983, cuando Metallica iba a grabar su primer álbum de estudio, Kill 'Em All, invitó a Hammett a formar parte del grupo, ya que el entonces guitarrista líder de la banda, Dave Mustaine, fue expulsado por problemas de alcoholismo. Después de grabar el álbum, Hammett empezó a recibir clases de guitarra del solista Joe Satriani, con el que aprendió nuevas técnicas y sonidos más melódicos para los siguientes álbumes. Satriani afirma que Kirk fue uno de sus mejores alumnos.
En 2002 se le dio un puesto en el "Salón de la Fama" de la revista Guitar World. Ha grabado y ha hecho actuaciones en directo con Metallica desde hace más de treinta años y es un modelo para muchos guitarristas modernos.
Como guitarrista solista de Metallica, Hammett ha escrito y contribuido con riffs y solos para el grupo desde 1983. Uno de estos riffs, el de la canción «Enter Sandman», fue escrito en la habitación de un hotel a las 3:00 de la madrugada.[cita requerida] Fue la primera canción del álbum Metallica (The Black Album), publicado en 1991.
El 12 de abril de 2015, se unió a Meshuggah en el escenario en RockBar Theather en San José, durante la segunda entrega de su tema anual de miedo Fear FestEvil, un evento de música y recuerdos.

## Discografía

### En solitario
- 2022: Portals EP

### ConMetallica
- 1983: Kill 'Em All
- 1984: Ride the Lightning
- 1986: Master of Puppets
- 1987: The $5.98 E.P.: Garage Days Re-Revisited
- 1988: ...And Justice for All
- 1991: Metallica
- 1993: Live Shit: Binge & Purge
- 1996: Load
- 1997: ReLoad
- 1998: Garage Inc.
- 1999: S&M
- 2003: St. Anger
- 2004: Some Kind of Monster
- 2008: Death Magnetic
- 2009: Français Pour Une Nuit
- 2009: Orgullo, Pasión y Gloria: Tres Noches en la Ciudad de México
- 2010: The Big 4 Live From Sofia, Bulgaria
- 2011: Lulu
- 2011: Beyond Magnetic
- 2012: Quebec Magnetic
- 2013: Metallica: Through the Never
- 2016: Hardwired... to Self-Destruct
- 2020: S&M2
- 2023: 72 Seasons

Con Exodus (1979-1983)
- 1982: 1982 Demo
- 1983: Die by His Hand (Demo)

## Equipamiento y habilidades

### Guitarras[3]
- ESP Spider
- ESP Skull
- ESP Lerpin
- ESP (guitarras) ESP RZK Signature
- Jackson Randy Rhoads Model (1985-presente)
- ESP Flying V
- ESP Flying V Death Magnetic
- ESP KH2
- ESP KH-2 Vintage
- ESP KH-3 Spider (1991-presente)
- ESP MM-270 “Zorlac” (1986)
- ESP Wave Caster
- Gibson Flying V (1979-1989)
- Gibson Les Paul
- Gibson Les Paul Luis Gordon Custom Signature
- Jackson Randy Rhoads
- Fernandes Stratocaster (1984-1987)
- Ibanez RGT42

Hammett ha utilizado principalmente ESP signature con forma Stratocaster y pastillas Humbucker EMG activas con diseños de películas o temática de horror. Algunas de las más famosas son un diseño negro con una ouija en blanco y otra con los colores invertidos, la película La Momia, White Zombie o Drácula. También posee guitarras Gibson Les Paul y Gibson Flying V con EMG activas. A continuación una lista de sus modelos signature:
▪ ESP White Zombie
- ESP Mummy
- ESP Dracula
- ESP Bride of Frankenstein
- ESP White Ouija Guitar
- ESP Black Ouija Guitar

### Amplificadores
- Mesa Boogie Tremoverb 2x12 Combo Amp[3]
- Mesa Boogie Triaxis Pre-Amp[3]
- Mesa Boogie Strategy 400 Stereo power Amp[3]
- Mesa Boogie 4x12 Speaker Cabinet[3]
- Mesa Boogie 2x12 Speaker Cabinet[3]
- Mesa Boogie Dual Rectifier Amp[3]
- Mesa Boogie Mark V Amp[3]
- Randall Kirk Hammett Signature Amplificadores

### Accesorios
- Cuerdas Ernie Ball 0.11
- Pedal Dunlop Crybaby Kirk Hammett Signature Wah
- EMB Audio Remote Wah System
- Pedal Digitech Whammy
- Pedal Lovetone Meatball (usado en 'I Disappear')
- Pedal KHDK Kirk Hammett Ghoul Screamer OD
- Pedal BOSS SE-50
- Púas Jimdunlop Kirk Hammett Signature Jazz III

### Técnicas utilizadas
- Armónico artificial
- Armónico natural
- Tapping
- Hammer on
- Pull-off
- Bend and release
- Wah-wah
- Slide
- Trémolo
- Palm muting
- Bending Microtonal
- Let it Ring P.A.U.D
- Hard-pick P.A.U.D
- Sweep picking En algunos solos de los discos Ride the Lightning, ...And Justice for All y Master of Puppets